# 中德意志报
《中德意志报》（德語發音：[ˈmɪtl̩dɔɪ̯tʃə ˈtsaɪ̯tʊŋ]）是德国萨克森-安哈特州南部的地方性日报，在哈雷出版。该报由科隆M. DuMont Schauberg集团拥有。

## 历史和简介
《中德意志报》的前身《自由报》（Die Freiheit）于1946年4月16日由后来执政东德的德国统一社会党作为机关报刊首次出版。1990年3月17日，《中德意志报》在两德统一之年首次出版。报纸的出版公司Mitteldeutschen Druck- und Verlagshaus GmbH und Co. KG也分为几个子公司，包括呼叫中心MZ-Dialog和位于贝恩堡的印刷/出版公司Aroprint。 
《中德意志报》通常是在售地方性报纸中唯一的。在其流通地区，主要集中在萨克森-安哈尔特州的南部，《中德意志报》没有其他地方性日报的竞争。马格德堡的《人民之声》（Volksstimme）流通于原东德地区的边界，与《中德意志报》不重合，虽然《人民之声》有时在阿尔特马克地区销售以对标《阿尔特马克报》（Altmark Zeitung）。萨克森-安哈特州所有当地报纸的96%实际上不受其他报纸的竞争。

## 发行量
1992年第三季度，《中德意志报》发行了456,000份。 2001年，该报发行量为33.2万份。
2006年第一季度，该堡的发行量为294,694份。其在2011年第二季度的发行量为208,721份。

## 本地版本
- SaaleKurier, 哈雷
- AnhaltKurier, 德绍-罗斯劳
- Ascherslebener Zeitung, 阿舍斯莱本
- Bernburger Kurier, 贝恩堡
- Bitterfelder Zeitung, 比特费尔德-沃尔芬
- ElbeKurier, 维滕贝格
- Jessener Land, 耶森
- Köthener Zeitung, 克滕
- Neuer Landbote, 梅泽堡
- Mansfelder Zeitung, 艾斯莱本
- Quedlinburger Harz Bote, 奎德林堡
- Sangerhäuser Zeitung, 桑格豪森
- Weißenfelser Zeitung, 魏森费尔斯
- Zeitzer Zeitung, 蔡茨
- Naumburger Tageblatt, 瑙姆堡

## 延伸阅读
- Von der „Freiheit“ zur Mitteldeutschen Zeitung, Mitteldeutsches Druck- und Verlagshaus (editor), 1997
- Elizabeth Moore: Never the twain? „Ossies“ and „Wessies“ in a German newsroom. (Mitteldeutsche Zeitung, a former East German newspaper now under West German ownership) in Columbia Journalism Review, 1 July 1993